# أر تي إل 2 (فرنسا)
أر تي إل 2 (RTL 2) هي إذاعة خاصة تبث برامجها باللغة الفرنسية، مالكها بنسبة مئة بالمائة هي مجموعة أر تي إل. بدأت الإذاعة بث برامجها تحت اسم ماكسيموم في 23 أكتوبر 1989. ثم تغيير اسمها في 6 يناير 1992 ليصبح أم 40. ثلاث سنوات فيما بعد أي في 18 يناير 1995 أصبح اسم الإذاعة أر تي إل 1. وفي شهر مارس عام 1995 تغير اسمها إلى اسمها الحالي أر تي إل 2.

## وصلات خارجية
- الموقع الرسمي